# منطقه تاریخی آرلینگتون ویلیج (آرلینگتون، ویرجینیا)
منطقه تاریخی آرلینگتون ویلیج (به انگلیسی: Arlington Village Historic District) یک منطقهٔ مسکونی در ایالات متحده آمریکا است که در ویرجینیا قرار دارد.